# サン・バルトロ

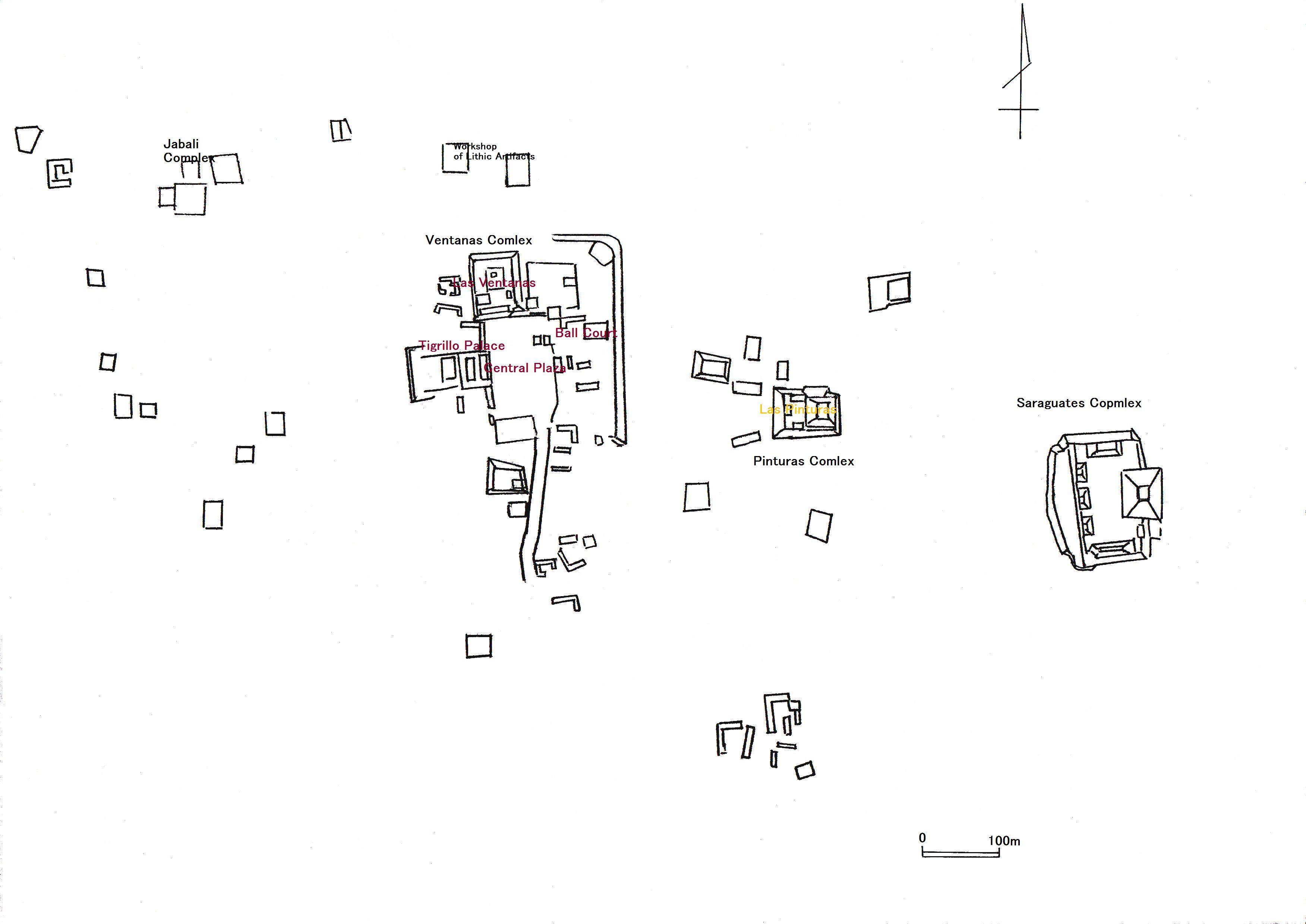
サン・バルトロ中心部の遺構配置図

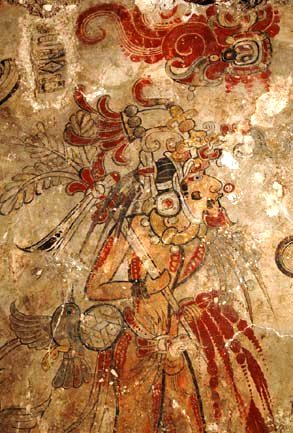
サン・バルトロ「ピントゥラス」下層1号神殿西壁に描かれた図像5のペニスを貫通させて、放血儀礼をおこなう人物。猟師の姿をした王、またはフン・アフプーを描いているとされる。この人物の南側と北側には怪鳥のとまった生命樹が描かれ、すぐ北隣には七面鳥の供物が描かれている。

サン・バルトロ（San Bartolo）は、グアテマラ北部のペテン低地北部に立地する先古典期後期に属するマヤ文明の祭祀センターである。ティカルの北東およそ80kmほどの場所に位置する。「ラス・ピントゥラス」（絵画の神殿）下層1号神殿の先古典期後期の素晴らしい壁画によって、その名を知られるようになった。
ピーボディ考古学・民族学博物館 のウィリアム・サターノの指揮する調査隊によって2001年にピラミッドの基礎部分の建物が調査されて紹介された。2003年3月に発掘調査が再開され、壁画は放射性炭素年代測定によって紀元前100年のものでマヤ文明の壁画としては現時点で最古のものであることが判明している。
壁画の記録撮影は、壁面を直接スキャンする一方、はげ落ちた破片についても撮影し、パソコン上で画像をつなげていく手法が用いられた。2003年に北壁の壁画の調査及び記録、2004年に西壁の壁画の調査及び記録が行われ、西壁は最初の生命樹の部分で42枚の画像、全体で350枚の画像がつなぎあわされて全貌が明らかとなった。ヘイザー・ハースト（Heather Hurst）によって詳細にスケッチされ、見事な復元図が作成されている。

## 遺構とその分布
サン・バルトロは、2002年に行われた踏査で、中心部には、100基以上の建造物が「ベンタナス」（窓のある神殿）と「ピントゥラス」と呼ばれるおおきくふたつのグループを形成しながら1平方キロ以上にわたってひろがっていることが明らかになった。「ラス・ベンタナス」の北東隣に500基の建物を伴う「ハバリ（Jabali、「野生の熊」）」複合がある。
一方で、サン・バルトロの居住区は、「ラス・ベンタナス」を中心にしつつも、雨期に湿地となる場所ぎりぎりまで散在的に分布していることも明らかになった。
2004年にヨシュア・クオーカの担当した調査によって、ラス・ベンタナス神殿の北方150mの位置にある構築物86号の近くで石器を加工した後に生じる剥片が集中的に廃棄されている場所があることが分かり、石器工房があったことが確認された。

### 「ハバリ」グループ（複合）
ババリ・グループは、ラス・ベンタナス神殿の西方470mに位置し、2003年にNASAの衛星写真によって、3つ組の建築グループとして存在していることが確認された。
ハバリ・グループのピラミッドは、東側に階段をもち、基壇の上方には、中庭を囲んだ3つの建物が築かれていた。これら3つの建物のうち、最大なものは西側に位置する構築物Aであって、東西方向に主軸をもち、中央のみならず側面にも階段が設けられていた。本来先古典期の建物であるが古典期にも何度か改造が行われている。
ハバリ・グループの建造物の中庭には、儀礼に用いられたと推察される中央をへこませた一対の漆喰壁によってつくられた埋納遺構が確認された。

### 「ベンタナス」グループ（複合）
「ベンタナス」は、グループの北側にある高さ26mほどの神殿「ラス・ベンタナス」の頂点部分の構造が複数の窓状の構造をなしていることから名づけられた。「ラス・ベンタナス」主神殿の南側には、中央プラザがあり、向かって右手に球戯場、左手にティグリージョ（Tigrillo、「オセロット」）「宮殿」複合という建造物群がある。中央プラザには、数多くの石碑や石彫が建てられている。南へ向かって提道が伸びている。
「ラス・ベンタナス」神殿の基壇を発掘したところ、紀元前800年ごろに最初の建物が建てられてから、少なくとも8層覆いかぶせるようにして神殿がたてられた。そのように覆いかぶせるようにして造られた神殿の基壇のうち、一層はフリントの塊ばかりが充填されて造られていた。
「ベンタナス」グループには、この都市の住民の居住区に使われた建物群が中央プラザと提道に沿って集中していた。
「ラス・ベンタナス」神殿は、多孔質の石材を用い、表面を分厚い漆喰で覆っている。二番目に新しい時期の建物には、すでに壊されてはいたもののスタッコ人頭が神殿の基壇壁面にあることが確認され、ワシャクトゥンのEVII下層神殿などに似た先古典期後期独特の構造であることがうかがわれた。
盗掘坑が東西方向、南北方向に開けられていたことを利用して、充填物を取り除くと断面から建物がすくなくとも二時期にわたって築かれたことを確認することができた。「ラス・ベンタナス」の基壇の四隅部分は隅石がおかれていた。
「ラス・ベンタナス」神殿には対になる階段があり、サターノらは、神殿の両脇の階段が検出されているのであって、未検出の正面の階段が存在すると考える。

#### ティグリージョ「宮殿」複合
ティグリージョ「宮殿」複合は、中央プラザの西側、「ラス・ベンタナス」神殿の南西に位置する。多くの部屋をもつ長方形の建物が平行に並んだ構造が特徴で、高さは、8m以上に及ぶ。「ベンタナス」グループ全体の中央プラザに対し、独自の中庭である「上方プラザ」をもつ。表面採集された遺物から、建物の年代は先古典期に属することがわかっている。
2004年に、アストリッド・ランガルデイアが試掘坑で神殿の主となる階段の存在を検出したことで、建物の主軸方位が東西方向であることが確定した。
平行して建てられているティグリージョ「宮殿」複合の階段の上の部分は、構造的にお互いの建物の正面中央でつながる構造になっており、建物は3時期にわたって使用された。ティグリージョ「宮殿」複合の中庭である「上方プラザ」と中央プラザは、それぞれの建物にある二つの出入り口とそれをつなぐ通路によってつながっていて、「上方プラザ」と中央プラザの間の眺望をみわたすことができるようになっていた。
ティグリージョ「宮殿」複合が放棄されたあとに、中央プラザ寄りの東側正面に埋葬がつくられた。被葬者は、「宮殿」複合出入り口の通路に対して垂直になるよう、南北方向にうつぶせの伸展葬で確認された。頭は北側に向けた若い男性と思われ、32個の貝でできたネックレスを着け、右肩と左側のももの近くにそれぞれ1点ずつひっくり返った状態の土器が確認された。

### 「ピントゥラス」グループ（複合）
「ピントゥラス」グループは、「ラス・ベンタナス」から500mほど東側に位置し、地表から高さ25m以上に達する「ラス・ピントゥラス」と名付けられた神殿の周りを囲んでいる建築グループである。グループの名称の由来は、神殿の基壇部分から紀元前100年ごろの下層1号（「ピントゥラス」下層1号）神殿の壁画が発見されたことに由来する。この神殿は紀元前600年ころにはじめて建てられて以来、6期にわたって元の神殿を被せるように建て替えが行われた。最も新しい建物は、紀元前50年から紀元1世紀ごろであるがそれ以前に、5段階にわたってピラミッドが建てられ、新しい順に下層Ⅱ号～下層Ⅵ号とされ、下層Ⅱ号と下層Ⅲ号については、年代サンプルのデータがないため時期不明であるが、下層Ⅱ号が下層1号と同時か古く、紀元前300年から同200年と考えられる下層Ⅳ号よりも下層Ⅲ号が新しいことから紀元前300年から同100年の間と推察されている。発掘調査にあたって、たまたま確認された盗掘者のトンネルを遺跡をなるべく破壊しないように利用し、土や瓦礫などの充填物を取り除いて断面を精査することによって確認された。
「ラス・ピントゥラス」では、壁画で知られる下層1号神殿の部屋1よりも古い下層5号神殿で、2005年に、中央の部屋の出入り口の脇柱部分でトウモロコシ神の姿をはじめとして、極彩色に塗色された壁画が発見された。また下層5号の建物の一部（壁）をなしていたと考えられる塗色された石塊には、古い形のマヤ文字が「描かれ」ていた。
下層5号神殿は、底部は28m×12m、高さ約4m、三つの石造りの部屋をもつ。壁画については、研究者の間では、その類似性から、後の下層1号神殿部屋1号と同じように神話的場面の主人公としてトウモロコシ神が描かれていると考えている。

#### 下層5号神殿のマヤ文字の年代と内容[7]
下層5号神殿に伴うとみられる文字は、10文字分が確認され、白い漆喰の上に黒く太い線で「描かれ」ていた。行を区分するために描かれたかすかにピンク色を呈するオレンジ色の線を伴っていた。本来は、もっと長い文章であったものが上の部分が喪われ、最後の10文字が残ったと考えられている。
下層5号神殿の壁画及び文字の「描かれた」年代を調べるために、下層4号、下層5号、下層6号の3時期の建造物の層に埋め込まれた5つの炭化物についてAMS法による放射性炭素年代測定が行われた。下層6号の床面から確認された下層6号を覆って下層5号が建設された時期のサンプルは、2260±40BPで紀元前400年から紀元前200年頃、下層5号床面のサンプルは、2200±40BPで、紀元前390年から紀元前80年頃、下層5号の塗色された部屋が壊されて、下層4号の基壇がその上に造られた時期に関連すると思われる三つのサンプルはそれぞれ2260±40BP（紀元前400年から紀元前200年）、2180±40BP（紀元前370年から紀元前100年）、2150±40BP（紀元前360年から紀元前60年）であった。この分析結果と併せてラス・ピントゥラスの最後の二時期の年代測定結果を突き合わせて、下層5号の壁画と石塊に文字が「描かれた」年代は、紀元前300から紀元前200年の間であろうと推測された。
サン・バルトロ下層1号部屋1号の壁画に伴うマヤ文字は、紀元250年から300年ごろの古典期段階よりも古い文字であることから、部分的にしか解読できておらず、下層5号の文字はさらに古く、古い形も含んでいる。マヤ文字というより先古典期後期から古典期前期の近隣の諸民族、たとえばラ・モハーラ1号石碑やトウシュトラの小像などに見られるオルメカ終末期、いわゆるエピ・オルメカの文字に似ているが、研究者の意見としては、マヤ文字の祖形であろうとする点については大方の賛同を得ている。また、サン・バルトロ下層5号神殿の文字の年代は、グアテマラのエル・ポルトゥンの記念碑に刻まれた文字の年代について、直接その記念碑自体を測定したわけではないが、記念碑を含む地層、遺構等から検出された炭化物を放射性炭素年代測定したところ紀元前2世紀から同3世紀という年代が得られており、その年代の裏付けるものとなった。
下層5号神殿石塊の文字列のうち、上から7番目のpA7と呼ばれる文字が、AJAW(アハウ)の古い形であることがわかっている。壁画の説明として歴史的ないし神話的な人物に言及することによって、王なり、貴人なりの広い概念がつくられ、階層社会が形成されていったことを示している。また上から2番目のpA2については、手で何かを握っているような形をしており、放血儀礼用に用いた刺突具を握っている形を文字にしたと考える研究者もいる。

## 「ピントゥラス」下層1号神殿の壁画

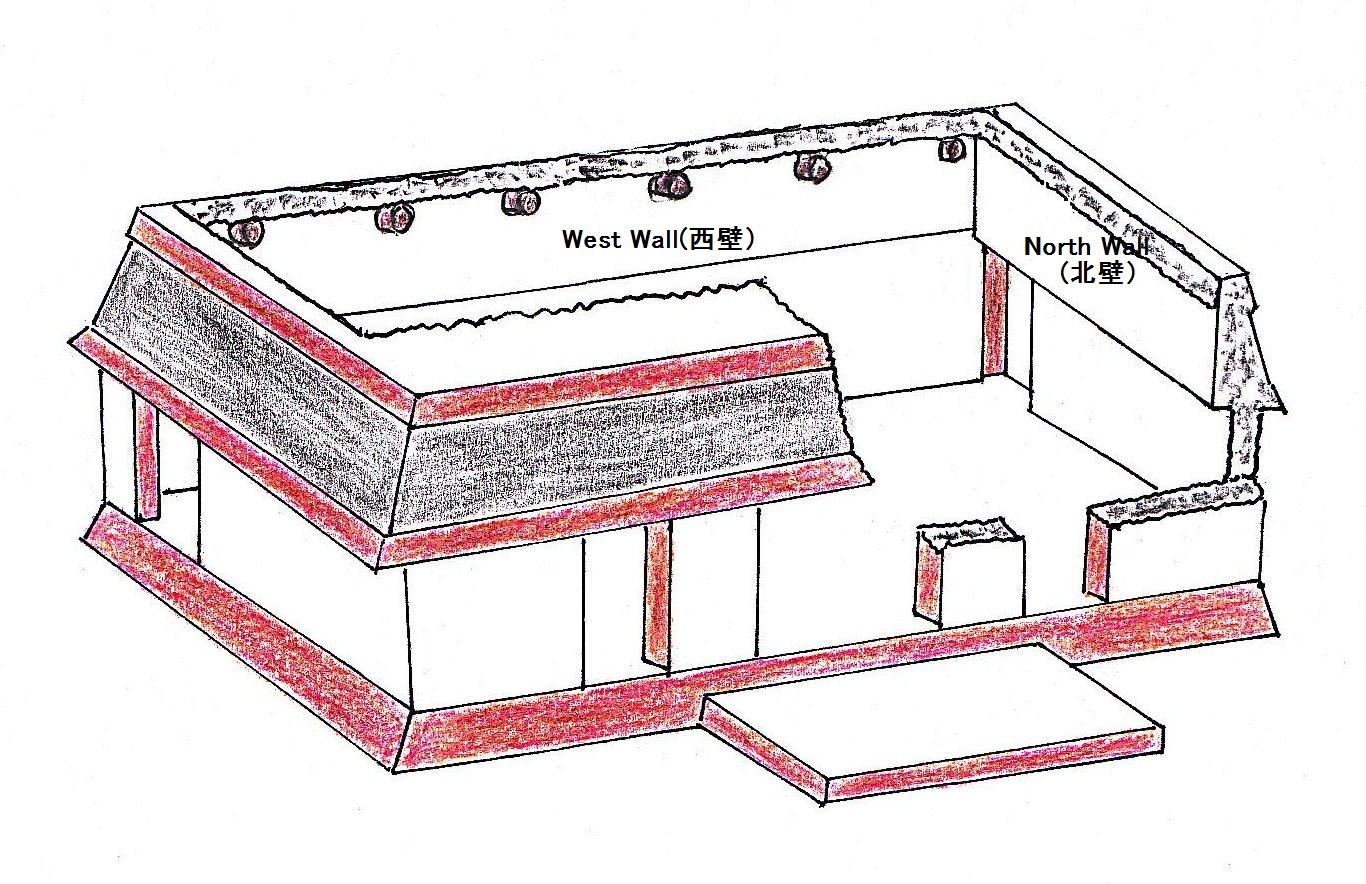
「ピントゥラス」下層1号神殿模式図

サン・バルトロの壁画は、ペテン北東部における先古典期マヤの宇宙観と初期マヤ政体としてのマヤの王国の確立と維持にとってそういった宇宙観がいかに重要であったか論じるうえで興味深い材料を提供している。
ウィリアム・サターノとデイビッド・スチュアート、カール・タウベは、「ピントゥラス」下層1号神殿の北壁と西壁の壁画について、ユカテカ人につたわる宇宙観だけでなく、マヤ神話の『ポポル・ヴフ』を想起させる創世神話の要素が見られることを論じている。

### 北壁の壁画
北壁の壁画は、二つの場面で構成される。初めの場面は、いわゆる伝説上の「花の山（フラワー・マウンテン）」の正面の場面である。巨大な蛇のうえを歩いたり、ひざまずいたりしている複数の人物が描かれている。
マヤのトウモロコシの神が複数の男女の中央に描かれ、「カラバッシュ」というつるのあるひょうたんの一種の木の実を受け取っている。もう一つの場面は、「カラバッシュ」の木のまわりに、まだへその緒が付いている4人の赤ん坊が描かれている。カラバッシュの実はとりわけられて、カラバッシュの実からは盛装した5人の男が現れている。

### 西壁の壁画

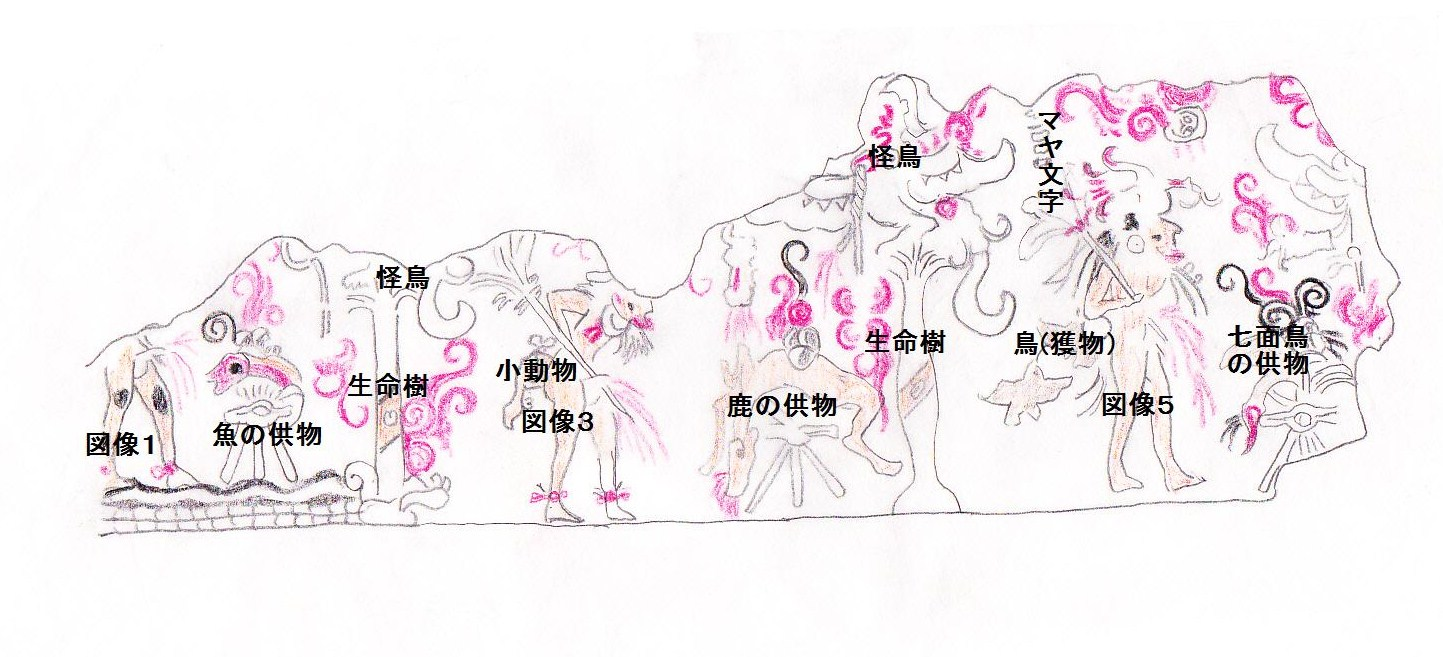
「ピントゥラス」下層1号部屋1西壁南部分の壁画

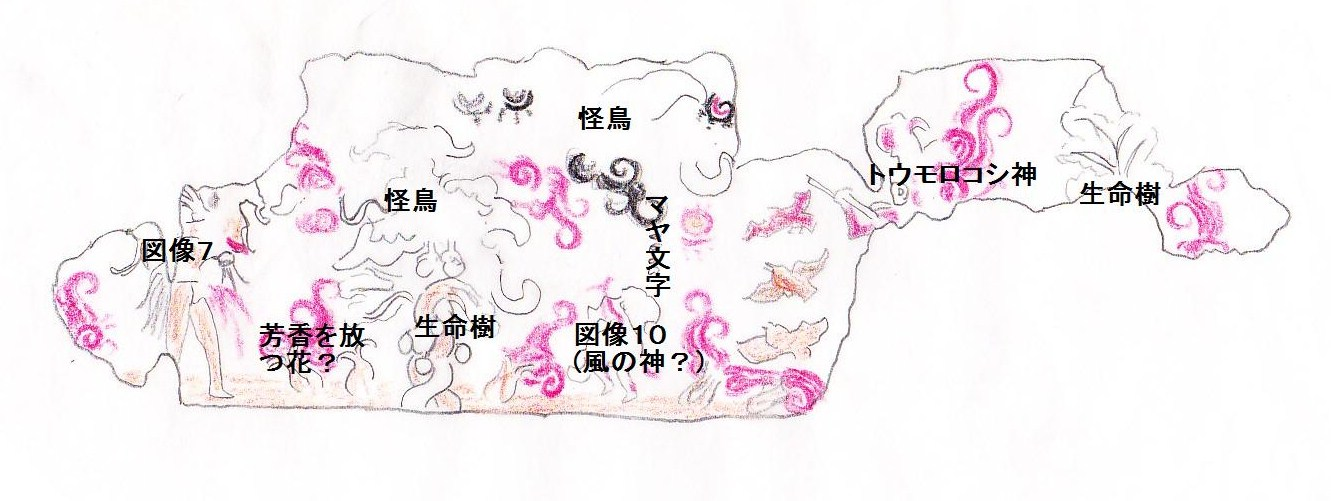
「ピントゥラス」下層1号部屋1西壁中央部分の壁画

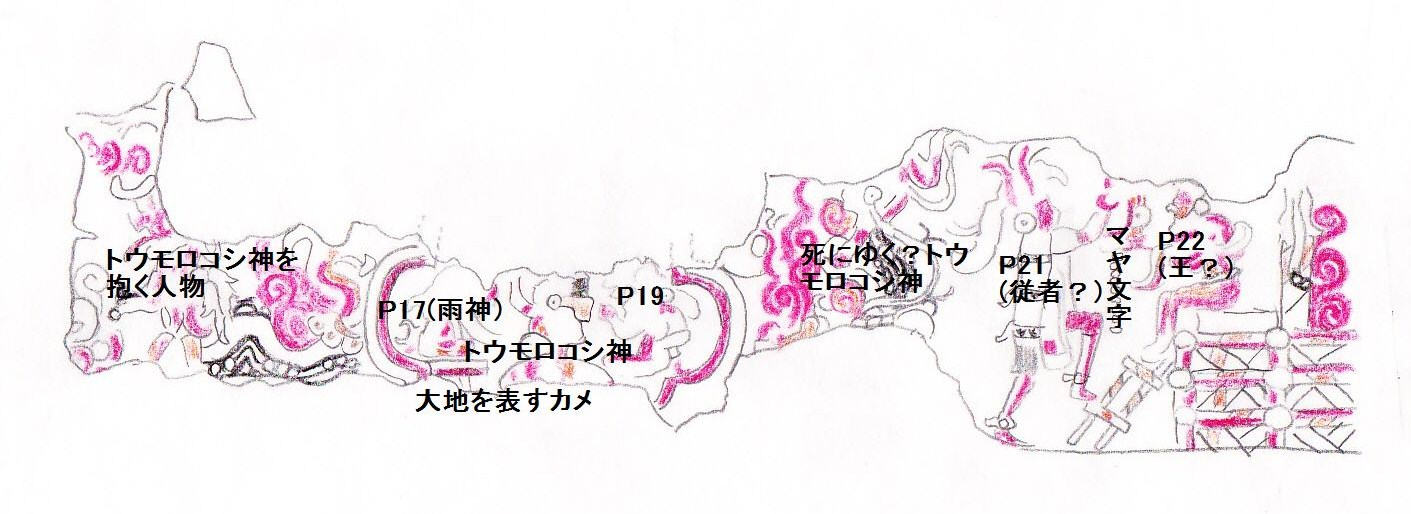
「ピントゥラス」下層1号部屋1西壁北側部分の壁画

西壁の壁画は、南側から腰から上は失われているが図像1とされた人物、魚の供物と生命樹、図像3とされた人物、仰向けにされ腹部を裂かれた鹿の供物と生命樹、図像5とされた人物、七面鳥の供物、生命樹、図像7とされた人物、芳香を放つ花のようなものと、二本編みのパキラのような木が描かれている。さらに北側には壁画の下半分から欠損しているものの、トウモロコシ神と5番目の生命樹が描かれているのが確認できる。図像1とされた人物、図像3とされた人物、図像5とされた人物、図像7とされた人物はそれぞれ、羽根のついた鋭い枝のような槍のようなもので、ペニスを貫通させて孔をあけて、血を流している。これは、原古典期段階のナフ・トゥイニチ洞窟の壁画をはじめ、古典期マヤでもしばしばみられるもので、神に血を捧げる放血儀礼（Bloodletting）を描いているものである。サターノらは、後古典期後期のFejervary-Mayer絵文書（コデックス）に、放血儀礼を象徴的に描いた、ばらばらになったテスカトリポカの血の流れた身体が宇宙の四方から召喚されている様子が4本の生命樹とからめて描かれている場面から、サン・バルトロに描かれた生命樹は、東西南北の方位を示す世界の四隅の木であり、四方へ向かって血をささげる行為であるとしている。また、こういった5本の生命樹はボルギア絵文書にも描かれ、方位を表す木についての記述がチュマイエルのチラム・バラムの書にも見られることからも裏付けられる。
サターノらは、西壁南側に描かれた4人の男性たちは、ポポル・ヴフでフン・アフプーと呼ばれる伝説上の双子の英雄の4つの側面を表現していると考える。かれらは、神ないし王であって、研究者の間では、前頭部を露出させた赤いひもと白い鉢巻でその身分が確認されてきた。図像5と図像7の人物にその頭飾りがみられ、剥落しているために頭の部分がわからない図像1と図像3の人物も同じ頭飾りをつけていると考えられている。サターノらはこのような王位を示す頭飾りをつけた人物は、モンテ・アルバンの中央プラザにある建造物Jの周りに並べられた石板にもみられるとする。

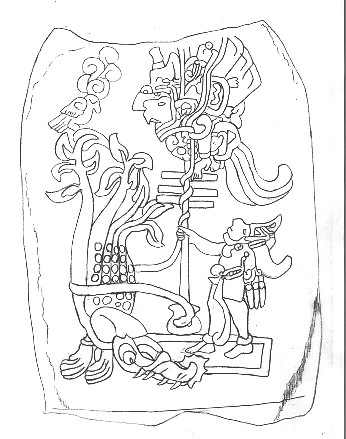
イサパ石碑25号

5本目の生命樹は大幅に欠落してわからないが、南側の4本の生命樹にはそれぞれ怪鳥が白く塗色された翼を広げてとまっている。サターノらは、この怪鳥について、フン・アフプーたち双子の英雄に打ち負かされた怪鳥、ウグブ・カキシュの古い表現であると考える。よく似た図像は、イサパ25号石碑にみられる。このイサパの石碑には、両脇に頭飾りをつけた人物が一人ずつ刻まれ、サン・バルトロ西壁の4番目の生命樹のようにの実をつけた中央の生命樹に怪鳥がとまっている様子が刻まれている。サターノらは、この木は、ポポル・ヴフに登場する、大きく球状の実をつけたナンセの木ではないかと考える。
またこの4人をいけにえに注目してみると、猟師や漁師として描かれ、獲物が生命樹の前に三脚の祭壇の上にあおむけに置かれ、煙が出るくらいまで徹底的に焼かれたと伝えられる。図像1の人物は、巨大な魚を祭壇の上に置いている。魚は海の象徴とされる。図像3の人物は、腰の部分に小動物のようなものを背負っていることから、猟師であり、大地の象徴である鹿をやはり祭壇の上に仰向けにして捧げている。図像5の人物も二羽の鳥を串刺しにして腰から下げていることから鳥を捕る猟師で、空の象徴である七面鳥を祭壇の上において捧げている様子がうかがわれる。図像7の人物は、黄色いつぼみのようなものを生命樹の根元に置いて、芳香の立ち上る様子がほかの生贄の血や煙が赤く塗られているように赤く表現されている。このいけにえの表現は、後古典期後期のドレスデン・コデックスの新年についてのページには、生命樹が宇宙の四隅に生えている様子を描き、そのうち3本の生命樹の前には、それぞれ七面鳥、魚、鹿の臀部など動物の生贄を入れたと思われる器が置かれている場面と対比可能である。東側にある生命樹には、生贄の代わりに香炉が置かれている。この香炉が、サン・バルトロの4つ目の樹の前にある芳香を放つ花に比せられるとすると、生命樹の順番などは異なるものの内容的に酷似しており、おそらく同じ意味合いを表現していると考えられる。
つまり、4本の生命樹は、マヤの宇宙観では、世界の四つの方位を指し、本来不規則な形状をしている家や焼き畑などを含めた社会的に築かれた空間、村落や国家といったものを秩序とし、混沌であるジャングルと対比させ、直線によって表現された。そして、このような世界の枠組みは、いけにえを捧げることによって維持されると考えられた。この考え方は、アンゲル・ガルシア・サンブラノの記録にあるように、植民地時代のメソアメリカで、宇宙の四方を定めることや、世界の中心を定めることを表現しようとする行為が、村落をつくろうとする政治的な色彩をもつ儀式でおこなわれたという報告にもあらわれている。また、4本の生命樹に象徴される権威と宇宙の四隅への支配との結びつきは共同体だけにとどまらず、大きな政治的、領域的な範囲にまで及ぶという考え方の一方で、マイケル・コウなどが指摘するように、ユカテク・マヤの新年の儀礼が、年を背負う神がいるように、年ごとに政治的宗教的権威が持ち回られる、つまり政治的な権力が一つの共同体から別の共同体へ移るという意味合いをもっているという面があり、このことから宇宙観が現実の政治と深く結びついていることがうかがわれる。

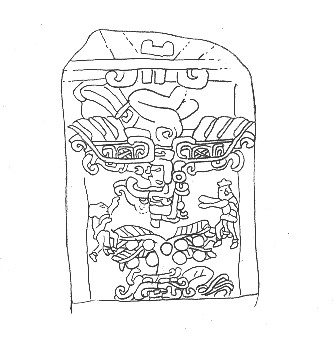
イサパ石碑2号

4つの生命樹の北側に描かれている図像9は、イサパの石碑2号にもみられるように、ウリ科の樹に降下している怪鳥と実質的に同じであり、ウリ科の樹に留まる怪鳥が空から高い樹の枝に降りて来こようとしている姿を描いていると考えられる。怪鳥と天の川と思われる図像の下に、あひるのような嘴を持って小さめに描かれた踊っている図像10の人物がいるが、カール・タウベによると、この人物はヤシュチランの構築物33号の階段レリーフに、翼をひろげて、体にイックの文字をつけた神の姿が、アヒルのくちばしをつけたイック・クー若しくは風の神をあらわしている文字とともにみられるものと対比可能であるという。このことから、サターノらは、この人物が、アステカの風の神、エエカトル＝ケツァルコアトルの古い姿であると考える。
その次の図像は、王の即位に伴う一場面と考えられ、サターノは、P12と呼ばれたジャガーの毛皮の上に座る王に即位したと思われる人物が、トウモロコシの神であるP13によって王がつける宝石を与えられている場面とするが、タウベは、トウモロコシ神が自ら王位に即く姿とする。
西壁の北半分の部分には、トウモロコシ神の生涯をあらわす三つの場面と神々から地上を支配するように委ねられたことを表現した王の戴冠式に関する場面が描かれている。トウモロコシ神の生涯をあらわす三つの場面は、順番に、まず図像P15と図像P16によって、水の中にひざをついてしゃがんでいる人物のうでに子どもの姿であるトウモロコシ神を描いた場面、次に、膝をついた人物の右側には、大地をあらわすカメが描かれ、カメの体は、4つの部分からなる洞窟になっている。「カメの洞窟」の南側に位置する図像P17の人物は、雨神チャクである。中央にいて踊ったり、ドラムをたたいたりしているトウモロコシ神をはさんで、北側のP19の人物は、陸上で水をつかさどる神であるとともに、古典期マヤの碑文にみられるように、360日を単位とするトゥンを擬人化し全身像で表現している。チャックと「トゥン」は、中央にいるトウモロコシ神に向かって、それぞれ腕を曲げていたり、腕を伸ばしていたりしている。サターノらは、この場面を古典期マヤの創造説話を儀式の際にあらわそうとした古い形であると考えている。
三番目の場面は、さかだちして頭の上に足をのばしているトウモロコシ神の姿で、トウモロコシ神が腕を伸ばしながら空から降りてくるか、空へ飛び立とうとしている姿である。トウモロコシ神の右側に黒く垂直に波打つようにして下がってくる帯がある。サターノらは、この帯は水であって、この場面は、古典期マヤでいう、死を表す表現「彼は水の中に入った」（ochi ha）を意味していて、トウモロコシ神の死を表すと考える.。類例は、パレンケの「宮殿」の中のある部屋や後古典期後期のトゥルム構築物16号の壁画に描かれた水の中にいるトウモロコシ神の姿が挙げられる
タウベは、このトウモロコシ神の誕生から死に至るまでの場面を農業の周期に対応するものと考える。幼いトウモロコシ神が水の中から生まれて、成長し、「カメの洞窟」の中で踊っている。両脇にはチャックと「トゥン」の神がいる。そして最終的には「水の中に入って」死ぬ姿が描かれる。
西壁の北端部分は、保存状態がよく、梯子のついた建物に座っている人物P22と梯子に片足をかけて王のかぶる頭飾りをささげようとしている人物P21が描かれている。この場面にともなってマヤ文字のテキストがあり、最後の文字は神か王を示す文字「アハウ」である。サターノらは、この場面は神話の一場面ではなく、実際にあった歴史的な出来事を表現していて、二人の人物は神ではなく人間であって、王位を継承する人物に側近と思われる人物が王の衣装を示す場面とする。頭飾りが、ダンバートン・オークスの石板に非常によく似た頭飾りをつけた人物がみられる。
サターノは、サン・バルトロの西壁は、先古典期マヤの創造神話と王権について表現しており、南側部分は、王権の擬人化であるアハウの4つの側面が、四方の生命樹と関連付けて表現し、北側の部分は、トウモロコシ神の誕生、死、復活という神話的なサイクルを描きながらも、王権や戴冠式にも言及している、とする。タウベは、王が自らの姿を神々とともに描くことで、王権の正当性を示そうとしたのではないかとする。

## 壁画のほかの解釈
サターノらは、壁画の多くの場面をポポル・ヴフなどを用いて説明しようとするが、実際には、全く同じとはいいきれず、非常にわずかな手がかりによる解釈になっているため、異なった解釈をとる研究者もいる。
たとえばトウモロコシ神の三つの場面について、H.E.M.バラクイースは、今日のメキシコ湾岸に残る神話で、トウモロコシ神が、雷神を従えて、農業ができる条件をつくりだしたことを述べている、とする。
また北壁のつる植物のひょうたんの一種「カラバッシュ」が出てくる場面について、R.アケレンは、ピピル人の神話で、若い少年の姿であらわされる雨神たちが、ひょうたんの木から、彼らの中で最も若い弟であるナナワツィン（Nanauatzin）といっしょに生まれたことをあらわすという。
ピピル神話では、ナナワツィンは「トウモロコシの山」を切り開いて、農業をもたらしたとされる。同時に「カラバッシュ」についての別の解釈はかぼちゃの一種vine gourdをあらわし、マヤではtsuまたはtsuy(ツまたはツィ)と呼ばれ、しばしば高地マヤで4人の赤ん坊に取り囲まれている起源の場所の象徴であって、スィユア（Suywa）またはツィユア(Tsuywa)をあらわし、これは、メキシコ湾岸のどこかであるとする。